# Sex and the City 2
Sex and the City 2 er en amerikansk romantisk komediefilm fra 2010 og efterfølgeren til Sex and the City fra 2008. Begge er baseret på tv-serien af samme navn.

## Medvirkende
- Sarah Jessica Parker som Carrie Bradshaw
- Kim Cattrall som Samantha Jones
- Kristin Davis som Charlotte York Goldenblatt
- Cynthia Nixon som Miranda Hobbes
- Chris Noth som John James Preston / Mr. Big
- John Corbett som Aidan Shaw
- David Eigenberg som Steve Brady
- Evan Handler som Harry Goldenblatt
- Jason Lewis som Jerry "Smith" Jerrod
- Lynn Cohen som Magda
- Alice Eve som Erin
- Raza Jaffrey som Butler Guarau
- Mariah Carey som Sig selv
- Liza Minnelli som Sig selv
- Miley Cyrus som Sig selv
- Penélope Cruz som Carmen Garcia Garron
- Dhaffer L'Abidine som Mahmud
- Heidi Klum som Sig selv
- Omid Djalili som Mr. Safir
- Tuesday Knight som Sig selv
- Sabrina & Liliana Pizzuto som Rose Goldenblatt